# Jaguar Mark X
De Mark X of Mk X (spreek uit Mark Ten) is een auto van Jaguar Cars die in 1962 op de markt kwam.
De Verenigde Staten is een belangrijk afzetgebied voor Jaguar en met die markt in gedachten werd de grote Mk X- 5,13 m lang en 1,94 m breed - ontwikkeld. De Mk X kwam in oktober 1961 op de markt met een 245 pk sterke 3,8 liter-zescilinder. In 1964 vergrootte Jaguar de cilinderinhoud tot 4,2-liter. Het vermogen steeg tot 265 pk. In 1967 werd de Mk X omgedoopt tot 420G. Onder die naam ging het model in 1970 uit productie.

## Productie
- 3,8-l: 12.678 stuks
- 4,2-l: 5.680 stuks
- 420G: 6.554 stuks